# Monstruos: La historia de Lyle y Erik Menendez
Monstruos: La historia de Lyle y Erik Menendez (Monsters: The Lyle and Erik Menendez Story en inglés) es la segunda temporada de la biográfica criminal serie de televisión antológica estadounidense Monster, creada por Ryan Murphy e Ian Brennan para Netflix. Esta temporada se centra en los asesinatos de José (Javier Bardem) y Kitty Menéndez (Chloë Sevigny), cometidos en 1989 por sus hijos, Lyle (Nicholas Alexander Chavez) y Erik Menéndez (Cooper Koch). Estrenada el 19 de septiembre de 2024.
Se trata de la segunda temporada de la serie antológica Monster, tras Dahmer – Monstruo: La historia de Jeffrey Dahmer. Tras haber ordenado inicialmente el programa en 2020 como una serie limitada, Netflix anunció el 7 de noviembre de 2022 que había sido renovada como una serie antológica, con dos ediciones más basadas en las vidas de "otras figuras monstruosas". La segunda temporada, que se centra en los hermanos Menéndez, se anunció por primera vez que estaría en desarrollo el 1 de mayo de 2023. La tercera temporada explorará la vida del asesino en serie Ed Gein, interpretado por Charlie Hunnam.

## Sinopsis
Monstruos: La historia de Lyle y Erik Menéndez narra el caso de los hermanos de la vida real condenados en 1996 por los asesinatos de sus padres, José y Kitty Menéndez. Si bien la fiscalía argumentó que buscaban heredar la fortuna familiar, los hermanos afirmaron (y siguen firmes hasta el día de hoy, mientras cumplen cadenas perpetuas sin posibilidad de libertad condicional) que sus acciones se debieron al miedo a una vida de abuso físico, abuso emocional y abuso sexual.

## Reparto y personajes

### Principal
- Nicholas Alexander Chavez como Lyle Menéndez: El hermano mayor de los Menéndez, quien, junto con su hermano menor Erik, mató a sus padres en 1989. Finalmente es condenado por asesinato en primer grado y sentenciado a cadena perpetua sin posibilidad de libertad condicional.
- Cooper Koch como Erik Menéndez: El hermano menor de los Menéndez, quien, junto con su hermano mayor Lyle, mató a sus padres en 1989. Finalmente es condenado por asesinato en primer grado y sentenciado a cadena perpetua sin posibilidad de libertad condicional.
- Javier Bardem como José Menéndez: El padre de Lyle y Erik. Nacido en Cuba, era un hombre de negocios rico y poderoso en la industria del entretenimiento, que se desempeñaba como ejecutivo de RCA Records y director ejecutivo de Artisan Entertainment Live Entertainment. Se lo describe como un padre ambicioso y controlador que impone altas expectativas a sus hijos. Lyle y Erik alegan que mataron a José en defensa propia después de años de abuso sexual, físico y emocional.
- Chloë Sevigny como Mary Louise "Kitty" Menéndez: La madre de Lyle y Erik que lucha con problemas de salud mental, incluida la depresión, el alcoholismo y el abuso de sustancias. Después de los asesinatos, Lyle y Erik afirman que Kitty había sido cómplice del supuesto abuso que sufrieron por parte de su padre.
- Nathan Lane como Dominick Dunne: Un destacado periodista conocido por su gran interés en casos criminales de alto perfil. Al escribir para Vanity Fair, Dunne se convierte en una voz clave en la formación de la percepción pública de la historia de los hermanos.
- Ari Graynor como Leslie Abramson: La abogada defensora principal de Erik. Es una destacada abogada penalista de Los Ángeles, conocida por su estilo tenaz y agresivo en la sala del tribunal, que se centra en presentar pruebas gráficas con detalles explícitos para respaldar las acusaciones de abuso.

### Recurrente
- Dallas Roberts como el Dr. Jerome Oziel: El psicólogo de Erik, a quien le confiesa los asesinatos.
- Leslie Grossman como Judalon Smyth: Una expaciente y amante del Dr. Jerome Oziel, que finalmente desempeña un papel clave en los arrestos de Lyle y Erik.
- Jason Butler Harner como el detective Les Zoeller
- Enrique Murciano como Carlos Baralt
- Michael Gladis como Tim Rutten
- Drew Powell como el detective Tom Linehan
- Charlie Hall como Craig Cignarelli
- Jeff Perry como Peter Hoffman
- Brandon Santana (Postcard from Earth) como Tony
- Tessa Auberjonois como la Dra. Laurel Oziel
- Tanner Stine como Perry Berman
- Larry Clarke como Brian Andersen
- Jade Pettyjohn como Jamie Pisarcik, la exnovia de Lyle[6]
- Marlene Forte as Marta Cano
- Gil Ozeri como el Dr. William Vicary

### Invitados
- Jeff Perry como Peter Hoffman
- Jade Pettyjohn como Jamie Pisarcik: La exnovia de Lyle[7]
- Tanner Stine como Perry Berman
- Enrique Murciano como Carlos Baralt
- Drew Powell como Det. Tom Linehan
- Michael Gladis como Tim Rutten
- Gil Ozeri como Dr. William Vicary
- Salvator Xuereb como Robert Shapiro
- Brandon Santana como Tony
- Tessa Auberjonois como Dr. Laurel Oziel
- Jess Weixler como Jill Lansing
- Milana Vayntrub como Pam Bozanich
- Vicki Lawrence como Leigh[8]
- Patrick Breen como un jurado[9]

## Episodios
| N.º | Título                                                            | Dirigido por      | Escrito por                                               | Fecha de lanzamiento original |
| --- | ----------------------------------------------------------------- | ----------------- | --------------------------------------------------------- | ----------------------------- |
| 1 | «Mili Navilli» (en inglés: Blame It on the Rain)                  | Carl Franklin     | Ryan Murphy & Ian Brennan                                 | 19 de septiembre de 2024      |
| Tras el asesinato de sus padres, José y Kitty Menéndez, del que inicialmente culpan a la mafia, Lyle y Erik Menéndez son detenidos temporalmente por el FBI. Atormentado por pesadillas en las que sus padres mueren, Erik visita al Dr. Jerome Oziel y confiesa que él y su hermano fueron quienes mataron a sus padres y por qué decidieron hacerlo. Su padre, José, era controlador y abusivo físicamente, mientras que su madre, Kitty, tenía tendencias suicidas y era adicta a las drogas. Tras la confesión, el Dr. Oziel llama a Lyle a una oficina mientras llama a su amante, Judalon, para que sea testigo de la confesión. En la oficina, Lyle niega que hayan matado a sus padres y se va con Erik. |                                                                   |                   |                                                           |                               |
| 2 | «Qué divertido» (en inglés: Spree)                                | Carl Franklin     | Ian Brennan & David McMillan                              | 19 de septiembre de 2024      |
| Tras matar a sus padres, Lyle y Erik pasan parte de la noche fuera para tener una coartada. Al regresar, los hermanos llaman a la policía para denunciar el asesinato, pero la policía sospecha que algo no cuadra. Tiempo después, los hermanos empiezan a gastar mucho dinero en productos de lujo, aunque piensan que su padre los desheredó y que deben encontrar el testamento antes de que sea leído. Tras abrir la caja fuerte donde creían que estaba el testamento, un sirviente se lo entrega a Lyle y se dan cuenta de que su padre les dejó todo. Dos meses después, la policía envía a un amigo de Erik para conseguir una confesión sin éxito. El doctor Oziel continúa con los hermanos en terapia y les ofrece ser su socio comercial. Después de que Oziel echa de su casa a su amante Judalon, en un ataque de ira, ella acude a la comisaría tras enterarse de todo sobre el caso Menéndez. |                                                                   |                   |                                                           |                               |
| 3 | «¿Tienes una moneda?» (en inglés: Brother, Can You Spare a Dime?) | Paris Barclay     | Ian Brennan & David McMillan                              | 19 de septiembre de 2024      |
| Después de que Judalon le revela a la policía sobre las cintas del caso Menéndez del Dr. Ozil, la policía va a la casa de Ozil para obtenerlas, donde escuchan la confesión de los hermanos. Lyle y Erik son arrestados por la policía y enviados a la cárcel a la espera de juicio. En la cárcel, los hermanos tienen dificultades para adaptarse a su nueva vida, aunque Erik se hace amigo de un recluso. Aunque los hermanos desconocen la gravedad del incidente y sus posibles consecuencias, su abogado, el Sr. Shapiro, les revela que se enfrentan a la pena de muerte. Después de escuchar la información, Erik considera decir la verdad sobre sus padres, pero Lyle se niega. Los guardias descubren un plan de Lyle para escapar con Erik y transferirlo a una celda diferente. Después de despedir a Shapiro como su abogado, la familia contrata a Leslie Abramson como abogado de Erik Menéndez. Leslie le hace hablar con el Dr. William Vicary y le dice que fue abusado sexualmente por su hermano Lyle, que fue lo que José le hizo. |                                                                   |                   |                                                           |                               |
| 4 | «Matar o morir» (en inglés: Kill Or Be Killed)                    | Paris Barclay     | Ian Brennan & David McMillan                              | 19 de septiembre de 2024      |
| Leslie visita a Lyle para conocer su versión de los hechos, aunque él se niega a retratar a su padre como un monstruo, diciendo que quería lo mejor para él a pesar de ser tan duro con él. Mientras Lyle habla, menciona que estaba perdiendo el cabello debido a la presión que su padre tenía sobre él para que fuera el mejor, y que su padre salvó a los hermanos de ser arrestados por robo. Finalmente, Lyle comienza a hablar de cómo su padre abusó de él, yendo de mal en peor, mientras que su madre no hizo nada para detenerlo. Para normalizar lo que le estaba pasando, empezó a abusar de Erik. Lyle logró que su padre dejara de abusar de él, aunque continuó abusando de Erik. Después de esto, Lyle confrontó a su padre y le dijo a Leslie que José planeaba matarlos. Dominick Dunne, enemigo de Leslie, sostiene que los hermanos son verdaderamente malvados y no merecen perdón. |                                                                   |                   |                                                           |                               |
| 5 | «Heridas del pasado» (en inglés: The Hurt Man)                    | Michael Uppendahl | Ian Brennan                                               | 19 de septiembre de 2024      |
| Durante la visita de Leslie a Erik, Erik le cuenta cómo sus padres de repente lo encerraron y cómo su padre abusó de él. En su opinión, su padre sólo amaba a Lyle. Cuando José comenzó a abusar de él sintió que era el único momento en el que su padre realmente lo amaba, aunque al igual que a su hermano Lyle, los abusos comenzaron desde masajes hasta la violación, que según su padre era para hacerlo fuerte, aunque para él fue una tortura. Su madre estaba consciente de todo esto y comenzó a revisarle el pene para ver si había contraído SIDA, ya que estaba teniendo relaciones sexuales en secreto con un hombre debido a sus experiencias con su padre. Finalmente, Erik le dice a Leslie que desde entonces ha sido un hombre destrozado. |                                                                   |                   |                                                           |                               |
| 6 | «No sueñes que se acabó» (en inglés: Don't Dream It's Over)       | Max Winkler       | Ryan Murphy & Ian Brennan                                 | 19 de septiembre de 2024      |
| Tras el ascenso de Fidel Castro en Cuba, José se ve obligado a dejar atrás su vida privilegiada y emigrar a EE. UU. Conoce a Kitty en 1962 y los dos se casan a pesar de la desaprobación de sus familias. Con el tiempo, José recupera su fortuna, pero sus hijos empeoran en conducta, Kitty comienza a abusar de sustancias y él mismo comienza a serle infiel. Sus ambiciones de ser senador se ven amenazadas cuando Lyle y Erik son detenidos por robar en la vecindad, motivándole a desheredarlos y retomar la relación con Kitty. A pesar de sus esfuerzos, Lyle es expulsado temporalmente de Princeton por plagio y José se horroriza al descubrir indicios de que Erik es homosexual. El episodio muestra a Kitty como conocedora de los abusos sexuales de José a sus hijos (a pesar de su homofobia), quien racionaliza sus actos por haber sido víctima también en su infancia. |                                                                   |                   |                                                           |                               |
| 7 | «Que empiece el espectáculo» (en inglés: Showtime)                | Michael Uppendahl | David McMillan & Reilly Smith & Todd Kubrak               | 19 de septiembre de 2024      |
| Lyle y Erik se preparan para el juicio. Lyle intenta en vano convencer a familiares, amigos y a su novia para que den testimonio falso sobre los abusos de José, incluso intentando manipularlos. En julio de 1993, Lyle y Erik son recibidos por una multitud de admiradoras al llegar al juicio, algunas de los cuales han estado intentado ponerse en contacto con ellos. Leslie presenta a los hermanos como víctimas de abusos sexuales que mataron a sus padres en defensa propia y el testimonio dramático de Lyle convence al jurado. Esto atormenta a Dominick, ya que la situación se asemeja a como diez años antes el asesino de su hija recibió una pena menor apelando a un pasado trágico. Cenando con amigos, Dominick menciona diferentes pruebas que ponen en duda las declaraciones de los hermanos y felicita sarcásticamente a Leslie por su eficacia como abogada. Mientras tanto, Lyle ha estado hablando con Norma, una supuesta admiradora, al quien ha confesado todos sus planes mientras ella lo graba en secreto. |                                                                   |                   |                                                           |                               |
| 8 | «El terremoto» (en inglés: Seismic Shifts)                        | Ian Brennan       | Ian Brennan                                               | 19 de septiembre de 2024      |
| Mientras una serie de terremotos azotan California, Judalon testifica sobre el abuso del Dr. Oziel, favoreciendo la versión de los hermanos aún más. Sin embargo, cuando Erik testifica, sus problemas con el micrófono, comportamiento inadecuado y recordar mal dónde compraron las escopetas (interpretado como él intentando mentir) dañan su credibilidad. El juicio es declarado nulo, cosa que Leslie achaca a los hombres del jurado hasta que una mujer le explica que la causa principal fue que ella misma no les agradaba. Seis meses después, las cartas muestran odio en vez de admiración. Jill, furiosa, revela a Lyle que Norma lo ha grabado todo y que piensa publicarlo en un libro. Ahora que Lyle es públicamente conocido como un mentiroso, solo se le permite a Erik testificar en el próximo juicio. Cuando los hermanos agotan el dinero, Jill abandona el caso, pero Leslie continúa trabajando gratis, aunque Erik le echa en cara su fracaso de intentar manipular emocionalmente al jurado. Mientras tanto, O. J. Simpson es puesto en la celda contigua al de Erik, y los dos comienzan a charlar. |                                                                   |                   |                                                           |                               |
| 9 | «El ahorcado» (en inglés: Hang Men)                               | Michael Uppendahl | David McMillan & Reilly Smith & Todd Kubrak & Ian Brennan | 19 de septiembre de 2024      |
| En 1995, O. J. Simpson es declarado no culpable, causando indignación en la sociedad e intensificando la tensión entre Erik, Lyle y Leslie, quienes se culpan mutuamente de su situación actual. En el juicio participa el fiscal Conn, quien a pesar de las objeciones de Leslie argumenta sólidamente que los hermanos son culpables, llamando a declarar testigos de su actitud malcriada e incluso maltratadora hacia José y Kitty. También expone que los abusos apenas tienen evidencia, además de que confesar al Dr. Oziel el crimen pero no los abusos carece de sentido, como se esperaría de una mentira inventada después del acto. Conn cree que los hermanos asesinaron a sus padres por dinero, basándose en su avaricia, materialismo y el hecho de haber derrochado 700000 dólares en las semanas posteriores al crimen. Concluye condenando el historial de Leslie de intentar ganar juicios mediante manipulación emocional. Lyle y Erik son declarados culpables de asesinato en primer grado y condenados a cadena perpetua en cárceles distintas. El episodio acaba con una escena anterior al crimen, mostrando a José animando a Kitty a volver a ser periodista, mientras Lyle y Erik discuten el plan a sus espaldas. |                                                                   |                   |                                                           |                               |

## Producción

### Desarrollo
Monster fue inicialmente ordenada como una serie limitada basada en el asesino serial Jeffrey Dahmer. El 7 de noviembre de 2022, Netflix anunció que había sido renovada como una serie antológica basada en asesinos convictos famosos. El 1 de mayo de 2023 se confirmó que la segunda temporada, titulada Monsters, se centrará en Lyle y Erik Menéndez, dos hermanos que fueron condenados por los asesinatos de sus padres en 1989 en Beverly Hills, California.

### Casting
El 29 de junio de 2023, Deadline informó que Cooper Koch y Nicholas Alexander Chavez fueron elegidos para interpretar a Erik y Lyle Menéndez, respectivamente. El 15 de enero de 2024, se anunció que Javier Bardem y Chloë Sevigny se habían unido al reparto como José y Kitty, respectivamente. Ese mismo día, Nathan Lane fue elegido para interpretar a Dominick Dunne. El 1 de febrero de 2024, Ari Graynor se unió como Leslie Abramson. Leslie Grossman se agregó ese mismo mes como Judalon Smyth.

### Rodaje
La producción de la temporada estaba prevista inicialmente para septiembre de 2023, pero se pospuso debido a las huelgas de SAG-AFTRA y WAG. La fotografía principal se llevó a cabo de marzo a julio de 2024 en Los Ángeles, California.

### Música
Julia y Thomas Newman compusieron la banda sonora original. El álbum oficial de la banda sonora se publicó en varias plataformas de streaming el 13 de septiembre de 2024, antes del estreno de la temporada.

## Estreno
Monsters: The Lyle and Erik Menendez Story se estrenó en Netflix el 19 de septiembre de 2024.

## Recepción

### Audiencia
La temporada alcanzó el número uno mundial en Netflix durante su primer fin de semana, consiguiendo 12,3 millones de visualizaciones (o 97,5 millones de horas vistas) en sólo cinco días desde su estreno.

### Respuesta de la crítica
En el sitio web agregador de críticas Rotten Tomatoes, 45% de las quince críticas de los expertos son positivas con un porcentaje de aceptación de 4.6/10 Metacritic, que utiliza una media ponderada, asignó una puntuación de 50 sobre 100 basada en nueve críticos, lo que indica críticas «mixtas o medias».
Aramide Tinubu de Variety calificó la temporada de «excesivamente larga y agotadora». Tinubu alabó la primera mitad de la temporada, citando el quinto episodio, «The Hurt Man», como un «sobresaliente». A continuación, Tinubu afirmó que después del quinto episodio, la temporada «cae en picado». Tinubu alabó las actuaciones, calificándolas de «interpretaciones sobresalientes», pero en general calificó la narrativa de la temporada de «fútil y extraña». Daniel Feinberg de The Hollywood Reporter calificó la temporada de «injustificadamente larga», pero alabó «The Hurt Man» por su «precisa» escritura y la actuación de Cooper Koch. Feinberg alabó la actuación de Javier Bardem, calificándola de «aterradora en una interpretación que es salvajemente exagerada pero que ofrece la suficiente sutileza para situar a su aullante patriarca como un villano escalofriante y como una víctima en sí mismo».

### Respuesta de Erik Menéndez
El 20 de septiembre de 2024, Erik Menéndez respondió a la serie afirmando: 

«Creía que habíamos superado las mentiras y la ruinosa representación del personaje de Lyle, creando una caricatura de Lyle basada en horribles y descaradas mentiras que proliferan en la serie.» Menéndez calificó el retrato de él y de Lyle de «calumnia descorazonadora». También criticó al creador y coguionista de la serie, Ryan Murphy, afirmando: «[él] no puede ser tan ingenuo e inexacto sobre los hechos de nuestras vidas como para hacer esto sin mala intención».
Me entristece saber que la representación deshonesta que hace Netflix de las tragedias que rodean a nuestro crimen ha hecho retroceder las dolorosas verdades varios pasos hacia atrás, hacia una época en la que la fiscalía construyó una narrativa basada en la creencia de que los hombres no sufrían abusos sexuales y que experimentaban el trauma de la violación de forma diferente a las mujeres. Esas horribles mentiras han sido rebatidas y expuestas por innumerables víctimas valientes en las últimas dos décadas, que han superado su vergüenza personal y han hablado con valentía. Así que ahora Murphy da forma a su horrible narrativa a través de viles y espantosas representaciones de personajes de Lyle y de mí y de descorazonadoras calumnias.

¿No basta con la verdad? Que la verdad siga siendo la verdad. Qué desmoralizador es saber que un hombre con poder puede socavar décadas de progreso en arrojar luz sobre los traumas infantiles. La violencia nunca es una respuesta, nunca es una solución y siempre es trágica. Como tal, espero que nunca se olvide que la violencia contra un niño crea cientos de horrendas y silenciosas escenas del crimen, oscurecidas tras el brillo y el glamour y raramente expuestas hasta que la tragedia penetra en todos los implicados. A todos los que me han tendido la mano y me han apoyado, gracias de todo corazón.

Dirigiéndose a la declaración de Menéndez, Murphy explicó: «Había cuatro personas involucradas en eso - dos de ellas están muertas, y dos de ellas están vivas con su punto de vista. Pero, ¿y los padres? Teníamos la obligación, como narradores, de tratar de aportar su punto de vista basándonos en nuestra investigación, y así lo hicimos." Nathan Lane, que interpreta a Dominick Dunne, añadió: «[Menéndez] no ha visto la serie. Se limita a criticarla y condenarla sin haberla visto nunca, así que hay que tomárselo con humor.« Mientras tanto, Nicholas Alexander Chavez, que interpreta a Lyle Menéndez, respondió a Erik Menéndez con «simpatía y empatía», pero aclaró que «la serie pretende completar muchos más detalles que sólo las escenas de la sala del tribunal».
El 22 de septiembre de 2024, Cooper Koch (que interpreta a Erik Menéndez) se reunió con los hermanos en la Richard J. Donovan Correctional Facility, donde le acompañaron Kim Kardashian y otros 40 reclusos en una reunión sobre la reforma penitenciaria. Al reflexionar sobre las críticas de Menéndez, Koch dijo: «Definitivamente me afectó y me hizo sentir cosas [...] Entiendo lo difícil que sería que la peor parte de tu vida fuera televisada para que millones de personas la vieran. Es muy revelador. Entiendo cómo se siente y le apoyo». Hizo hincapié en su dedicación al papel y añadió: «Quería investigar al máximo y profundizar en mí mismo para representarle con integridad y ser lo más auténtico posible para apoyarle, y también para apoyar a su familia y a todas las personas que están con él».

### Respuesta de la familia Menéndez
El 25 de septiembre de 2024, la familia y allegados de Lyle y Erik Menéndez emitieron un comunicado con relación a la serie, describiéndola como «una pesadilla episódica, fóbica, grosera y anacrónica». Y añadían: «nuestra familia ha sido víctima de este grotesco shockadrama. [...] Tal vez, después de todo, Monsters se trate de Ryan Murphy." En defensa, Murphy declaró que ”Monstruos” es “lo mejor que le ha pasado [a la familia Menéndez] en 30 años”».

## Controversia
La temporada recibió críticas por su representación incestuosa de los hermanos Menéndez. Escribiendo para Vulture, Jen Chaney señala «[las] escenas de ellos bailando provocativamente en fiestas y siendo pillados duchándose juntos» que «hacen que la escena del voleibol en Top Gun parezca sutil en comparación.» Esto se pone aún más de relieve en una escena en la que los hermanos comparten un breve beso, que Nicole Vassell de Glamour describe como «un añadido chocante a una historia que ya es difícil de digerir.» Los espectadores también la han acusado de sensacionalizar el abuso de los hermanos y convertirlo en una «relación incestuosa ficticia.».
El experto en juicios y periodista Robert Rand, autor de «Los asesinatos de Menéndez», tachó las acusaciones de incesto de «fantasía» y señaló que no había pruebas creíbles que respaldaran tales afirmaciones. Explicó que aunque circularon algunos rumores durante el juicio, no tenían fundamento, y que la serie distorsionó la relación de los hermanos para conseguir un efecto dramático. En respuesta, Murphy defendió el retrato incestuoso como una «obligación para los narradores», afirmando que «lo que la serie está haciendo es presentar los puntos de vista y las teorías de tantas personas que estuvieron involucradas en el caso». Dominick Dunne escribió varios artículos hablando de esa teoría."

## Futuro
En el estreno en la alfombra roja de Monsters' el 16 de septiembre de 2024, el cocreador de la serie Ryan Murphy anunció que la tercera temporada de la serie antológica se centrará en Ed Gein, con Charlie Hunnam protagonizando al infame asesino en serie. El 4 de octubre, se confirmó que la temporada se titularía The Original Monster, explorando la vida de Ed Gein como el primer «asesino en serie de celebridades» y examinando cómo true crime evolucionó hasta convertirse en un fenómeno de la cultura pop.
El 3 de octubre de 2024, tras el anuncio oficial de que la petición de habeas corpus de Lyle y Erik Menéndez está siendo revisada activamente por los fiscales, Murphy expresó su interés en prolongar la temporada con «uno o dos episodios»." Señaló que esto dependería de si Koch y Chávez, que interpretan a Erik y Lyle, respectivamente, aceptan repetir sus papeles.